# 时态
在語法中，时或时态（拉丁語：tempus）是一种表示時間關係的语法范畴，經常透過動詞的詞形變化來表現。
眾多語言中，常見的主要時態包含過去時、現在時與將來時。有些語言只有兩種時態，如過去時與非過去時，或將來時與非將來時。也有無時態語言，如大部分的漢語變體。另一方面，有些語言的時態區分得更加精細，如久遠與近來的過去，或臨近與遙遠的將來。
時態通常表示與說話時間點的時間關係，即絕對時態；在某些語境下，也可能表示與某個透過對話來確定的過去或將來的時間點的時間關係，稱為相對時態。有些語言有不同的動詞變化來表示相對時態，如過去將來時。
時態的表示常常與體貌的表示緊密相連。有時，傳統上被稱作時態的，在現代的分析中，可能視為時態與體貌的結合。動詞也常因語氣而產生變化，並且由於許多情況下，這三種語法範疇不會被分開來表現，故有些語言會用結合三者的時體氣系統來描述。
有些語言，沒有時態的使用，如分析語的漢語，但必要時，仍有時間副詞的輔助。也有些語言，如日語，形容詞的詞形變化能表達出時間上的資訊，有著類似動詞的時態性質。還有些語言，如俄語，一個單詞就能表現出時態和體貌。

## 例子

### 英语
英語只有兩種時態，現在時（或非過去時）與過去時。如 he goes 為現在時；he went 為過去時。非過去時通常表示現在，但有時也會表示未來，如 the bus leaves tomorrow。

## 参看
- 语法范畴
- 体 (语法)

## 外部連結
- Tense Explained (with diagrams) （页面存档备份，存于）
- English Aspectual forms in Various Tenses （页面存档备份，存于）
- Combinations of Tense, Aspect, and Mood in Greek （页面存档备份，存于）
- English Grammar Overview - Tenses with Exercises （页面存档备份，存于）
- http://www.taiwantestcentral.com/grammar/Title.aspx?ID=26 （页面存档备份，存于）